# Chehales Tapscott
Chehales Centurion Tapscott (Hillsboro, 12 luglio 1990) è un cestista statunitense.